# مارسیو فریرا دی سوزا
مارسیو فریرا دی سوزا (به پرتغالی: Marcio Ferreira de Souza) مدافع اهل برزیل است که در شهر سانتو آندره و در تاریخ ۳ اکتبر ۱۹۷۷ به دنیا آمده‌است.
او در تیم‌های فوتبال URT سابقهٔ حضور دارد.